# Бурбон (Мисури)
Бурбон (енгл. Bourbon) град је у америчкој савезној држави Мисури.

## Демографија
По попису из 2010. године број становника је 1.632, што је 284 (21,1%) становника више него 2000. године.
| Група             | 2000.         | 2010.         |
| Белци             | 1.328 (98,5%) | 1.598 (97,9%) |
| Афроамериканци    | 1 (0,1%)      | 2 (0,1%)      |
| Азијати           | 0 (0,0%)      | 6 (0,4%)      |
| Хиспаноамериканци | 7 (0,5%)      | 16 (1,0%)     |
| Укупно            | 1.348         | 1.632         |